# Lieshan
Lieshan (chiń. upr. 烈山区; chiń. trad. 烈山區; pinyin Lièshān Qū) – dzielnica miasta Huaibei w prowincji Anhui we wschodnich Chińskiej Republice Ludowej. Liczba mieszkańców dzielnicy, w 2010 roku, wynosiła 321 565.